# インパクト志向金融宣言
インパクト志向金融宣言（インパクトしこうきんゆうせんげん）は、2021年11月29日、インパクト志向を伴った投融資を増やすこと、および、金融機関の業務全体におけるインパクト志向を促進するために発足した民間金融機関が主導したイニシアティブ。
2021年11月に、21社の金融機関（メガバンク、地域金融機関、VC、生保等）により発足。2023年4月時点では、49の金融機関が名を連ねる。
同イニシアティブの署名・参加は、金融機関の代表者（社長・頭取）自身による明示的なコミットメントを要するもので、ベンチャーキャピタルファンドを含む多様な民間の金融機関が参加する点が特徴である。
インパクト投資は、2014年のGSG国内諮問委員会の発足以降、日本の国内においても推進されてきた。2020年6月からは、金融庁・GSG国内諮問委員会の共催で、金融機関の理解を深めるために「インパクト投資に関する勉強会」が数か月おきに開催され、金融業界の認識も深まってきた。インパクト投資の重要性が認められていく状況のもと、インパクト志向金融宣言は、インパクト志向の投融資の推進に特にコミットした代表者が経営する金融機関が集まって取り組むものである。

## インパクト志向金融宣言　前文
環境・社会の課題が山積した現代社会において、日本の金融機関が果たすべき役割とその背景が記載されている。

## インパクト志向金融宣言　本文
7つの宣言本文があり、これらについてその金融機関の代表者（社長・頭取）が署名をしている。
内容の概略は、以下の通り。
1. インパクト志向の経営の重要性を理解し、インパクト志向の投融資を実践するように取り組んでいく。
2. インパクト測定・マネジメントを伴う投融資活動や金融商品の提供を推進する。
3. 自らの計画を策定したうえで、実践されたベストプラクティスや推進上の課題を署名者間で共有・議論する。
4. インパクト測定・マネジメントの質の向上やインパクト志向の投融資の量的拡大に向けて、意見・情報交換および必要な調査研究など、協調的な活動を行っていく。
5. 日本における金融業界全般にインパクト志向の金融機関経営の在り方やインパクト測定・マネジメントの取り組みが波及していくように協調する。
6. 海外と意欲的に連携し、国際的なインパクト志向の投融資の推進に貢献するとともに、日本からの発信を積極的に行っていく。
7. 日本の金融業界が、自律的にインパクト志向の投融資を持続的に発展させることができるようになるまで継続する。

## インパクト志向金融宣言　署名機関
2021年11月の発足当時は21の金融機関だった。2023年3月時点では、47の金融機関が名を連ねている。
- アセットマネジメントOne株式会社 取締役社長 菅野　暁 東京都千代田区
- 特定非営利活動法人 ARUN Seed 代表理事 功能　聡子 東京都文京区
- ANRI株式会社 代表取締役 佐俣 アンリ 東京都渋谷区
- 株式会社ウィズ・パートナーズ 代表取締役社長CEO 松村　淳 東京都港区
- 株式会社SBI新生銀行グループ 代表取締役社長 川島　克哉 東京都中央区
- 株式会社環境エネルギー投資 代表取締役社長 河村 修一郎 東京都品川区
- 株式会社かんぽ生命保険 取締役兼代表執行役社長 千田　哲也 東京都千代田区
- 株式会社キャピタルメディカベンチャーズ 代表取締役 青木　武士 東京都港区 https://capimedi.com/cmv/#about
- 京都信用金庫 理事長 榊田 隆之 京都府京都市 https://www.kyoto-shinkin.co.jp/
- クラウドクレジット株式会社 代表取締役社長 杉山　智行 東京都中央区 https://crowdcredit.jp/
- GLIN Impact Capital 共同代表 中村将人、秦雅弘、才木貞治 東京都港区 https://www.glin-impact.com/
- グローバル・ブレイン株式会社 代表取締役社長 百合本 安彦 東京都渋谷区 https://globalbrains.com/
- グロービス・キャピタル・パートナーズ株式会社 代表パートナー 堀　義人 東京都千代田区 https://www.globiscapital.co.jp/ja/
- 株式会社慶應イノベーション・イニシアティブ 代表取締役社長 山岸　広太郎 東京都港区 https://www.keio-innovation.co.jp/
- JPインベストメント株式会社 代表取締役社長 古宮　博幸 東京都千代田区 https://www.jp-investment.co.jp/
- 株式会社静岡銀行 取締役頭取 八木　稔 静岡県静岡市 https://www.shizuokabank.co.jp/
- 株式会社ZUU 代表取締役 冨田　和成 東京都目黒区 https://zuu.co.jp/
- スパークル株式会社 代表取締役社長 福留　秀基 宮城県仙台市 https://www.spurcle.jp/
- 住友生命保険相互会社 取締役 代表執行役社長 高田　幸徳 大阪府大阪市 https://www.sumitomolife.co.jp/
- 第一勧業信用組合 理事長 野村　勉 東京都新宿区 https://www.daiichikanshin.com/
- 第一生命保険株式会社 代表取締役社長 稲垣 精二 東京都千代田区 https://www.dai-ichi-life.co.jp/
- 但馬信用金庫 理事長 森垣 裕孝 兵庫県豊岡市 https://www.tanshin.co.jp/
- 株式会社taliki　 代表取締役CEO 中村　多伽 京都府京都市 https://www.taliki.co.jp/
- ティー・ロウ・プライス・ジャパン株式会社 代表取締役社長兼最高経営責任者 本田　直之 東京都千代田区 https://www.troweprice.com/financial-intermediary/jp/ja/home.html
- 株式会社DGインキュベーション 代表取締役会長兼社長 林 郁 東京都渋谷区 https://dgincubation.com/
- 株式会社ドリームインキュベータ 代表取締役社長COO 三宅 孝之 東京都千代田区 https://www.dreamincubator.co.jp/
- 日本ベンチャーキャピタル株式会社 代表取締役社長 多賀谷　実 東京都千代田区 https://www.nvcc.co.jp/
- 日本生命保険相互会社 代表取締役社長 社長執行役員 清水　博 大阪府大阪市 https://www.nissay.co.jp/
- 日本PMIパートナーズ株式会社 代表取締役社長CEO 濱田　仁 東京都港区 （現在製作中）
- 農林中央金庫 代表理事理事長 奥　和登 東京都千代田区 https://www.nochubank.or.jp/
- BIG Impact株式会社 細野 尚孝、日野 太樹 東京都渋谷区 https://big-impactfund.com/
- Beyond Next Ventures 株式会社 代表取締役社長 伊藤 毅 東京都中央区 https://beyondnextventures.com/jp/
- 株式会社ファストトラックイニシアティブ 代表パートナー 木村 廣道、安西 智宏 東京都文京区 https://www.fti-jp.com/
- フューチャーベンチャーキャピタル株式会社 代表取締役 金武偉 京都府京都市 https://www.fvc.co.jp/
- プラスソーシャルインベストメント株式会社 代表取締役社長 野池　雅人 京都府京都市 https://www.psinvestment.co.jp/
- 株式会社みずほ銀行 取締役頭取 加藤　勝彦 東京都千代田区 https://www.mizuhobank.co.jp/index.html
- 株式会社三井住友銀行 頭取CEO 髙島　誠 東京都千代田区 https://www.smbc.co.jp/
- 三井住友DSアセットマネジメント株式会社 代表取締役社長兼CEO 猿田　隆 東京都港区 https://www.smd-am.co.jp/
- 三井住友トラスト・ホールディングス株式会社 取締役執行役社長 高倉 透 東京都千代田区 https://www.smth.jp/
- 株式会社三菱UFJ銀行 取締役頭取執行役員 半沢 淳一 東京都千代田区 https://www.bk.mufg.jp/index.html
- 三菱UFJ信託銀行株式会社 取締役社長 長島　巌 東京都千代田区 https://www.tr.mufg.jp/
- ミュージックセキュリティーズ株式会社 代表取締役社長 小松　真実 東京都港区 https://www.musicsecurities.com/company
- 明治安田生命保険相互会社 取締役　代表執行役社長 永島　英器 東京都千代田区 https://www.meijiyasuda.co.jp/
- 山口キャピタル株式会社 代表取締役 古堂　達也 山口県下関市 https://yamaguchi-capital.co.jp/
- リアルテックホールディングス株式会社 代表取締役 永田 暁彦 東京都墨田区 https://www.realtech.holdings/
- 株式会社りそなホールディングス 取締役兼代表執行役社長 南 昌宏 東京都江東区 https://www.resona-gr.co.jp/
- 立命館ソーシャルインパクトファンド投資事業有限責任組合 無限責任組合員 ソーシャルインベストメント株式会社 京都府京都市 https://r-rimix.com/fund/

## インパクト志向金融宣言　賛同機関
金融機関ではないが、同宣言に賛同する団体・組織が賛同機関として参画している 。
- 国際機関日本アセアンセンター
- 一般社団法人科学と金融による未来創造イニシアティブ
- Global Impact Investing Network
- Global Steering Group for Impact Investment
- GSG国内諮問委員会
- 独立行政法人国際協力機構
- 株式会社日本取引所グループ
- 一般財団法人社会変革推進財団
- 一般財団法人社会的インパクト・マネジメント・イニシアチブ

## インパクト志向金融宣言　運営
その活動は、代表者総会、ワーキングレベル会合、運営委員会、分科会、および事務局の活動からなる。参加金融機関全体で決めるべき重要な事項は、代表者総会（年に一度）もしくはワーキングレベル会合（四半期に一度）にて決定される。運営にかかる重要な事項は約10名の運営委員から構成される運営委員会（毎月一回）にて審議・決定する。運営事務を行い、運営委員会を補佐する機関として事務局が置かれており、現在は社会変革推進財団が事務局を担っている。

## インパクト志向金融宣言　分科会
2022年6月から、参加金融機関の希望に基づき、以下の7つの分科会を設立し、参加金融機関の役職員が参加して、各テーマにおいてインパクトファイナンスの実務的な知見の共有、議論を行っている。今後分科会は増える可能性もある。
1. 定義・算入基準
2. インパクト測定・マネジメント（IMM）
3. ソーシャル指標
4. アセットオーナー・アセットマネジメント
5. 地域金融
6. ベンチャーキャピタル
7. 海外連携

## インパクト志向金融宣言　インパクトファイナンス残高
2023年1月に発行したプログレスレポートによると、2022年10月時点の署名機関によるインパクトファイナンスは、3兆8,500億円だった。